# Вибори президента Чеченської Республіки Ічкерія (1991)

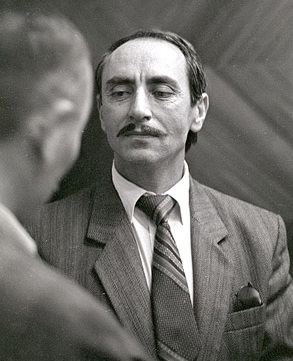
Переможець виборів Джохар Дудаєв.

Президентські вибори 1991 року в Чечні пройшли 27 жовтня. Переможцем виборів був проголошений Джохар Дудаєв. Одночасно пройшли вибори до парламенту республіки. 

## Вибори
У виборах взяли участь 458 144 воборці (72% із загального числа 638 608 осіб). Згідно офіційним заявам, 412 671 виборці (90,1 %) проголосувало за Дудаева. На виборах були присутні спостерігачі із кількох країн (Грузія, Латвія, Литва, Естонія), а також представники неурядових організацій інших держав, які не знайшли серйозних порушень  під час виборів.
Противники Дудаєва виступили з протилежними твердженнями. Проросійські сили називають ці вибори інсценуванням. За поширеної ними інформацією, зокрема Андрієм Савєльєвим, у виборах брало участь не більше 10% виборців. 6 районів республіки, населення яких не прийняло запропонований порядок виборів, були виключені з участі у виборах. Місцеві ЗМІ перебували під жорстким контролем прихильників незалежності, які оголосили своїх супротивників «ворогами народу». Урни для голосування розташовувалися на одній з центральних площ Грозного, де проходив мітинг Загальнонаціонального конгресу чеченського народу. Російськомовне населення не брало участі в голосуванні. З 360 дільниць вибори реально проходили на 70. Тимчасова вища рада Чечено-Інгушської Республіки не визнала вибори президента і парламенту Ічкерії, а результати назвала сфабрикованими. Мітинг супротивників незалежності звернувся до керівництва Росії з проханням вжити заходів щодо стабілізації ситуації.

## Наступні події
9 листопада 1991 року в приміщенні театру імені Лермонтова в Грозному пройшла церемонія інавгурації президента. Першим указом новообраного президента стала декларація про державну незалежність Чечні. Прихильники Дудаєва блокували будівлі МВС і розташування полку внутрішніх військ в Грозному. На наступний день вони зробили збройне захоплення будівель силових міністерств і відомств, роззброїли військові частини, блокували військові містечка, залізничні та авіаційні перевезення. 
2 листопада З'їзд народних депутатів Росії відмовився визнати результати виборів. Була зроблена спроба ввести на території Чечено-Інгушетії надзвичайний стан, але вона не увінчалася успіхом. Наступного року з республіки були виведені російські війська. У 1994 році почалася Перша чеченська війна. 